# Arcidiocesi di Bosra

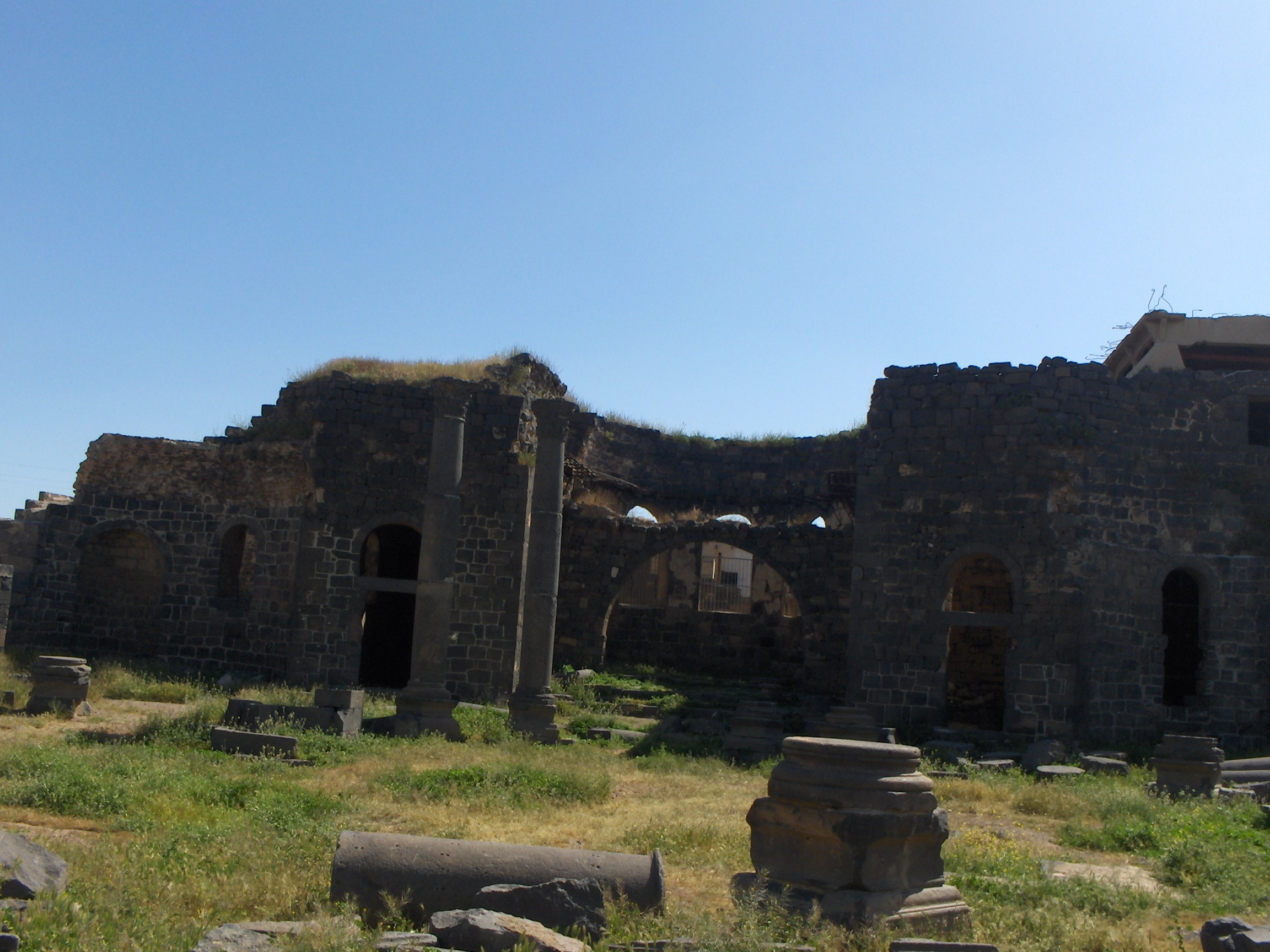
Rovine della cattedrale di Bosra.

L'arcidiocesi di Bosra (in latino Archidioecesis Bostrena) è una sede soppressa e sede titolare della Chiesa cattolica.

## Storia
Bosra o Bostra, nel sud dell'odierna Siria, è l'antica sede metropolitana della provincia romana d'Arabia nella diocesi civile d'Oriente e nel patriarcato di Antiochia.
Primo vescovo conosciuto è Berillo, che visse all'epoca dell'imperatore Caracalla (secondo decennio del III secolo), indice di una precocità della presenza cristiana nella città. Berillo, come riporta Eusebio di Cesarea, era un adozionista e, a dire dello storico, era vescovo degli arabi dei dintorni di Bosra: questa affermazione lascia supporre che a quel tempo il cristianesimo fosse diffuso non solo tra i greci della città, ma anche tra le tribù arabe del deserto circostante. Due sinodi furono celebrati a Bosra fra il 246 e il 247 per condannare Berillo.
L'imperatore Giustiniano (VI secolo), con l'avallo di papa Vigilio, sottrasse la metropolia di Bosra e le sue suffraganee dal patriarcato di Antiochia e le unì al patriarcato di Gerusalemme. Lo stesso imperatore fece erigere una cattedrale terminata nel 511/512. Tuttavia, l'incorporazione al patriarcato di Gerusalemme non durò a lungo e la provincia di Bosra ritornò alla Chiesa madre di Antiochia.
Nella Notitia antiochena, attribuita al patriarca Anastasio I nella seconda metà del VI secolo, Bosra occupa il 6º posto fra le metropolie del patriarcato di Antiochia, con 19 o 20 diocesi suffraganee: Gerasa, Filadelfia, Adraa, Medaba, Esbo, Damunda o Dalmunda, Zorava, Erra, Neve, Alamusa, Eutime, Costanza, Parembole, Dionisiade, Canota, Massimianopoli, Filippopoli, Crisopoli, Neila, Dorea o Lorea.
La Notitia antiochena inoltre sembra essere incompleta. Infatti gli atti dei concili ecumenici dimostrano che appartenevano alla provincia di Arabia e dunque erano suffraganee di Bosra anche le sedi di Neapoli e di Fena. Infine, le ricerche archeologiche e le scoperte epigrafiche hanno portato alla luce nomi di vescovi in località ignote alla Notitia, ma che appartenevano indubbiamente alla provincia ecclesiastica di Bosra: e cioè le sedi di Bosana e di Bacata.
Le scoperte epigrafe e musive documentano una fiorente attività edilizia cristiana anche durante l'occupazione persiana della regione (614-628) e nel successivo periodo bizantino fino e oltre la definitiva occupazione araba (634-636).
Quando la città cadde nelle mani degli Arabi (prima metà del VII secolo), il cristianesimo sopravvisse forse come chiesa monofisita: Chabot infatti attribuirebbe a Bosra la lista di otto vescovi monofisiti (dal 783 al 956) menzionati da Michele il Siro come vescovi di Arabia.
La sede esiste ancora oggi ed è una metropolia del patriarcato greco-ortodosso di Antiochia, con il nome di metropolia di Bosra, Hauran e Jabal al-Arab con sede a As-Suwayda.
Dal XVIII secolo Bosra è annoverata tra le sedi arcivescovili titolari della Chiesa cattolica; la sede è vacante dal 27 febbraio 1975.

## Cronotassi

### Arcivescovi greci
- Berillo † (circa 222 - circa 235)
- Massimo † (prima del 263 - dopo il 268)
- Nicomaco † (prima del 325 - dopo il 341 deceduto)
- Antonio † (menzionato nel 343/344)
- Tito † (prima del 1º agosto 362 - non oltre il 378 deceduto)
- Bagadio † (prima del 381 - dopo il 394 deposto o deceduto)
  - Agapio † (menzionato nel 381) (vescovo eletto)
- Antiochio † (menzionato nel 431)
- Costantino † (prima del 448 - dopo il 451)
- Antipatro † (prima del 457 - dopo il 458)
- Giacomo † (VI secolo[13] o VII/VIII secolo[14])
- Giuliano † (prima del 512/513 - dopo il 518)
- Sergio †[13]
- Jordanes † (menzionato nel 527)
- Giovanni † (prima del 535[15] - dopo il 553)
- Tommaso † (menzionato nel 559)[16]
- Simeone † (seconda metà del VI secolo)
- Poliuto (Polieucto) † (prima del 594 - dopo il 623)[17][13]
- Dositeo †[18]
- Teodoro † (prima del 634 - dopo il 635/637)[19][13]
  - Giovanni † (menzionato nel 647) (vescovo monofisita)[13]
- Giorgio † (menzionato nel 661)[20]
  - Stefano † (menzionato nel 683/4) (vescovo monofisita)[13]
- Stefano † (tra VII e VIII secolo)[13]

### Arcivescovi titolari
- Daniele, O.F.M. † (29 luglio 1346 - ?)
- Giuseppe Maria Perrimezzi, O.M. † (24 marzo 1734 - 17 febbraio 1740 deceduto)
- Domenico Arcaroli † (26 giugno 1818 - 25 giugno 1826 deceduto)
- Domenico Secondi, O.F.M.Conv. † (15 luglio 1841 - 3 aprile 1842 deceduto)
- Francisco de Paul García Peláez † (27 gennaio 1843 - 10 novembre 1845 succeduto arcivescovo di Santiago di Guatemala)
- Walter Herman Jacobus Steins, S.I. † (11 gennaio 1867 - 23 aprile 1879 nominato arcivescovo, titolo personale, di Auckland)
- Vincenzo Taglialatela † (27 febbraio 1880 - 1897 deceduto)
- Francisco Sáenz de Urturi y Crespo, O.F.M. † (31 maggio 1899 - 13 dicembre 1903 deceduto)
- Martín García y Alcocer, O.F.M. † (30 luglio 1904 - 20 maggio 1926 deceduto)
- Peter Joseph Hurth, C.S.C. † (12 novembre 1926 - 31 luglio 1935 deceduto)
- Iwannis (Youhanna) Gandour † (12 dicembre 1950 - 16 luglio 1961 deceduto)
- John Patrick Cody † (10 agosto 1961 - 8 novembre 1964 nominato arcivescovo di New Orleans)
- Iwannis Georges Stété † (20 agosto 1968 - 27 febbraio 1975 deceduto)